# Skate Canada International de 1983
O Skate Canada International de 1983 foi a décima edição do Skate Canada International, um evento anual de patinação artística no gelo organizado pelo Skate Canada. A competição foi disputada na cidade de Halifax, Nova Escócia, Canadá.

## Eventos
- Individual masculino
- Individual feminino
- Dança no gelo

## Medalhistas
| Evento                        | Ouro                                  | Prata                                           | Bronze                                                |
| Individual masculino detalhes | Brian Orser · Canadá                  | Grzegorz Filipowski · Polônia                   | Masaru Ogawa · Japão                                  |
| Individual feminino detalhes  | Katarina Witt · Alemanha Oriental     | Kay Thomson · Canadá                            | Tiffany Chin · Estados Unidos                         |
| Dança no gelo detalhes        | Tracy Wilson · Robert McCall · Canadá | Wendy Sessions · Stephen Williams · Reino Unido | Natalia Annenko · Genrikh Sretenski · União Soviética |

## Resultados

### Individual masculino
| Pos.              | Nome                | Nacionalidade |
| ----------------- | ------------------- | ------------- |
| Medalha de ouro   | Brian Orser         | Canadá        |
| Medalha de prata  | Grzegorz Filipowski | Polônia       |
| Medalha de bronze | Masaru Ogawa        | Japão         |
| 4                 |                     |               |
| 5                 |                     |               |
| 6                 |                     |               |
| 7                 |                     |               |
| 8                 |                     |               |
| 9                 |                     |               |
| 10                | Dennis Coi          | Canadá        |
| ...               |                     |               |

### Individual feminino
| Pos.              | Nome          | Nacionalidade     |
| ----------------- | ------------- | ----------------- |
| Medalha de ouro   | Katarina Witt | Alemanha Oriental |
| Medalha de prata  | Kay Thomson   | Canadá            |
| Medalha de bronze | Tiffany Chin  | Estados Unidos    |
| 4                 |               |                   |
| 5                 |               |                   |
| 6                 | Kerry Smith   | Canadá            |
| ...               |               |                   |

### Dança no gelo
| Pos.              | Nome                                | Nacionalidade   |
| ----------------- | ----------------------------------- | --------------- |
| Medalha de ouro   | Tracy Wilson / Robert McCall        | Canadá          |
| Medalha de prata  | Wendy Sessions / Stephen Williams   | Reino Unido     |
| Medalha de bronze | Natalia Annenko / Genrikh Sretenski | União Soviética |
| 4                 |                                     |                 |
| 5                 |                                     |                 |
| 6                 | Karyn Garossino / Rod Garossino     | Canadá          |
| ...               |                                     |                 |

## Quadro de medalhas
| Ordem | País              | Medalha de ouro | Medalha de prata | Medalha de bronze |   | Ordem por total |
| ----- | ----------------- | --------------- | ---------------- | ----------------- | - | --------------- |
| 1     | Canadá            | 2               | 1                |                   | 3 | 1               |
| 2     | Alemanha Oriental | 1               |                  |                   | 1 | 2               |
| 3     | Polônia           |                 | 1                |                   | 1 | 2               |
| 3     | Reino Unido       |                 | 1                |                   | 1 | 2               |
| 5     | Estados Unidos    |                 |                  | 1                 | 1 | 2               |
| 5     | Japão             |                 |                  | 1                 | 1 | 2               |
| 5     | União Soviética   |                 |                  | 1                 | 1 | 2               |
| TOTAL | TOTAL             | 3               | 3                | 3                 | 9 | —               |